# Шашматы
«Шашматы» (англ. Cheskers, от chess + checkers) — настольная логическая игра, изобретённая в 1948 году американским математиком Соломоном Голомбом — одна из наиболее известных игр, которые можно рассматривать как смесь шахмат и шашек.
|   | a | b | c | d | e | f | g | h |   |
| - | --- | --- | --- | --- | --- | --- | --- | --- | - |
| 8 | b8 N d · d8 чёрный король · f8 чёрный король · h8 чёрный слон · a7 чёрная пешка · c7 чёрная пешка · e7 чёрная пешка · g7 чёрная пешка · b6 чёрная пешка · d6 чёрная пешка · f6 чёрная пешка · h6 чёрная пешка · a3 белая пешка · c3 белая пешка · e3 белая пешка · g3 белая пешка · b2 белая пешка · d2 белая пешка · f2 белая пешка · h2 белая пешка · a1 белый слон · c1 белый король · e1 белый король · g1 N l | b8 N d · d8 чёрный король · f8 чёрный король · h8 чёрный слон · a7 чёрная пешка · c7 чёрная пешка · e7 чёрная пешка · g7 чёрная пешка · b6 чёрная пешка · d6 чёрная пешка · f6 чёрная пешка · h6 чёрная пешка · a3 белая пешка · c3 белая пешка · e3 белая пешка · g3 белая пешка · b2 белая пешка · d2 белая пешка · f2 белая пешка · h2 белая пешка · a1 белый слон · c1 белый король · e1 белый король · g1 N l | b8 N d · d8 чёрный король · f8 чёрный король · h8 чёрный слон · a7 чёрная пешка · c7 чёрная пешка · e7 чёрная пешка · g7 чёрная пешка · b6 чёрная пешка · d6 чёрная пешка · f6 чёрная пешка · h6 чёрная пешка · a3 белая пешка · c3 белая пешка · e3 белая пешка · g3 белая пешка · b2 белая пешка · d2 белая пешка · f2 белая пешка · h2 белая пешка · a1 белый слон · c1 белый король · e1 белый король · g1 N l | b8 N d · d8 чёрный король · f8 чёрный король · h8 чёрный слон · a7 чёрная пешка · c7 чёрная пешка · e7 чёрная пешка · g7 чёрная пешка · b6 чёрная пешка · d6 чёрная пешка · f6 чёрная пешка · h6 чёрная пешка · a3 белая пешка · c3 белая пешка · e3 белая пешка · g3 белая пешка · b2 белая пешка · d2 белая пешка · f2 белая пешка · h2 белая пешка · a1 белый слон · c1 белый король · e1 белый король · g1 N l | b8 N d · d8 чёрный король · f8 чёрный король · h8 чёрный слон · a7 чёрная пешка · c7 чёрная пешка · e7 чёрная пешка · g7 чёрная пешка · b6 чёрная пешка · d6 чёрная пешка · f6 чёрная пешка · h6 чёрная пешка · a3 белая пешка · c3 белая пешка · e3 белая пешка · g3 белая пешка · b2 белая пешка · d2 белая пешка · f2 белая пешка · h2 белая пешка · a1 белый слон · c1 белый король · e1 белый король · g1 N l | b8 N d · d8 чёрный король · f8 чёрный король · h8 чёрный слон · a7 чёрная пешка · c7 чёрная пешка · e7 чёрная пешка · g7 чёрная пешка · b6 чёрная пешка · d6 чёрная пешка · f6 чёрная пешка · h6 чёрная пешка · a3 белая пешка · c3 белая пешка · e3 белая пешка · g3 белая пешка · b2 белая пешка · d2 белая пешка · f2 белая пешка · h2 белая пешка · a1 белый слон · c1 белый король · e1 белый король · g1 N l | b8 N d · d8 чёрный король · f8 чёрный король · h8 чёрный слон · a7 чёрная пешка · c7 чёрная пешка · e7 чёрная пешка · g7 чёрная пешка · b6 чёрная пешка · d6 чёрная пешка · f6 чёрная пешка · h6 чёрная пешка · a3 белая пешка · c3 белая пешка · e3 белая пешка · g3 белая пешка · b2 белая пешка · d2 белая пешка · f2 белая пешка · h2 белая пешка · a1 белый слон · c1 белый король · e1 белый король · g1 N l | b8 N d · d8 чёрный король · f8 чёрный король · h8 чёрный слон · a7 чёрная пешка · c7 чёрная пешка · e7 чёрная пешка · g7 чёрная пешка · b6 чёрная пешка · d6 чёрная пешка · f6 чёрная пешка · h6 чёрная пешка · a3 белая пешка · c3 белая пешка · e3 белая пешка · g3 белая пешка · b2 белая пешка · d2 белая пешка · f2 белая пешка · h2 белая пешка · a1 белый слон · c1 белый король · e1 белый король · g1 N l | 8 |
| 7 | b8 N d · d8 чёрный король · f8 чёрный король · h8 чёрный слон · a7 чёрная пешка · c7 чёрная пешка · e7 чёрная пешка · g7 чёрная пешка · b6 чёрная пешка · d6 чёрная пешка · f6 чёрная пешка · h6 чёрная пешка · a3 белая пешка · c3 белая пешка · e3 белая пешка · g3 белая пешка · b2 белая пешка · d2 белая пешка · f2 белая пешка · h2 белая пешка · a1 белый слон · c1 белый король · e1 белый король · g1 N l | b8 N d · d8 чёрный король · f8 чёрный король · h8 чёрный слон · a7 чёрная пешка · c7 чёрная пешка · e7 чёрная пешка · g7 чёрная пешка · b6 чёрная пешка · d6 чёрная пешка · f6 чёрная пешка · h6 чёрная пешка · a3 белая пешка · c3 белая пешка · e3 белая пешка · g3 белая пешка · b2 белая пешка · d2 белая пешка · f2 белая пешка · h2 белая пешка · a1 белый слон · c1 белый король · e1 белый король · g1 N l | b8 N d · d8 чёрный король · f8 чёрный король · h8 чёрный слон · a7 чёрная пешка · c7 чёрная пешка · e7 чёрная пешка · g7 чёрная пешка · b6 чёрная пешка · d6 чёрная пешка · f6 чёрная пешка · h6 чёрная пешка · a3 белая пешка · c3 белая пешка · e3 белая пешка · g3 белая пешка · b2 белая пешка · d2 белая пешка · f2 белая пешка · h2 белая пешка · a1 белый слон · c1 белый король · e1 белый король · g1 N l | b8 N d · d8 чёрный король · f8 чёрный король · h8 чёрный слон · a7 чёрная пешка · c7 чёрная пешка · e7 чёрная пешка · g7 чёрная пешка · b6 чёрная пешка · d6 чёрная пешка · f6 чёрная пешка · h6 чёрная пешка · a3 белая пешка · c3 белая пешка · e3 белая пешка · g3 белая пешка · b2 белая пешка · d2 белая пешка · f2 белая пешка · h2 белая пешка · a1 белый слон · c1 белый король · e1 белый король · g1 N l | b8 N d · d8 чёрный король · f8 чёрный король · h8 чёрный слон · a7 чёрная пешка · c7 чёрная пешка · e7 чёрная пешка · g7 чёрная пешка · b6 чёрная пешка · d6 чёрная пешка · f6 чёрная пешка · h6 чёрная пешка · a3 белая пешка · c3 белая пешка · e3 белая пешка · g3 белая пешка · b2 белая пешка · d2 белая пешка · f2 белая пешка · h2 белая пешка · a1 белый слон · c1 белый король · e1 белый король · g1 N l | b8 N d · d8 чёрный король · f8 чёрный король · h8 чёрный слон · a7 чёрная пешка · c7 чёрная пешка · e7 чёрная пешка · g7 чёрная пешка · b6 чёрная пешка · d6 чёрная пешка · f6 чёрная пешка · h6 чёрная пешка · a3 белая пешка · c3 белая пешка · e3 белая пешка · g3 белая пешка · b2 белая пешка · d2 белая пешка · f2 белая пешка · h2 белая пешка · a1 белый слон · c1 белый король · e1 белый король · g1 N l | b8 N d · d8 чёрный король · f8 чёрный король · h8 чёрный слон · a7 чёрная пешка · c7 чёрная пешка · e7 чёрная пешка · g7 чёрная пешка · b6 чёрная пешка · d6 чёрная пешка · f6 чёрная пешка · h6 чёрная пешка · a3 белая пешка · c3 белая пешка · e3 белая пешка · g3 белая пешка · b2 белая пешка · d2 белая пешка · f2 белая пешка · h2 белая пешка · a1 белый слон · c1 белый король · e1 белый король · g1 N l | b8 N d · d8 чёрный король · f8 чёрный король · h8 чёрный слон · a7 чёрная пешка · c7 чёрная пешка · e7 чёрная пешка · g7 чёрная пешка · b6 чёрная пешка · d6 чёрная пешка · f6 чёрная пешка · h6 чёрная пешка · a3 белая пешка · c3 белая пешка · e3 белая пешка · g3 белая пешка · b2 белая пешка · d2 белая пешка · f2 белая пешка · h2 белая пешка · a1 белый слон · c1 белый король · e1 белый король · g1 N l | 7 |
| 6 | b8 N d · d8 чёрный король · f8 чёрный король · h8 чёрный слон · a7 чёрная пешка · c7 чёрная пешка · e7 чёрная пешка · g7 чёрная пешка · b6 чёрная пешка · d6 чёрная пешка · f6 чёрная пешка · h6 чёрная пешка · a3 белая пешка · c3 белая пешка · e3 белая пешка · g3 белая пешка · b2 белая пешка · d2 белая пешка · f2 белая пешка · h2 белая пешка · a1 белый слон · c1 белый король · e1 белый король · g1 N l | b8 N d · d8 чёрный король · f8 чёрный король · h8 чёрный слон · a7 чёрная пешка · c7 чёрная пешка · e7 чёрная пешка · g7 чёрная пешка · b6 чёрная пешка · d6 чёрная пешка · f6 чёрная пешка · h6 чёрная пешка · a3 белая пешка · c3 белая пешка · e3 белая пешка · g3 белая пешка · b2 белая пешка · d2 белая пешка · f2 белая пешка · h2 белая пешка · a1 белый слон · c1 белый король · e1 белый король · g1 N l | b8 N d · d8 чёрный король · f8 чёрный король · h8 чёрный слон · a7 чёрная пешка · c7 чёрная пешка · e7 чёрная пешка · g7 чёрная пешка · b6 чёрная пешка · d6 чёрная пешка · f6 чёрная пешка · h6 чёрная пешка · a3 белая пешка · c3 белая пешка · e3 белая пешка · g3 белая пешка · b2 белая пешка · d2 белая пешка · f2 белая пешка · h2 белая пешка · a1 белый слон · c1 белый король · e1 белый король · g1 N l | b8 N d · d8 чёрный король · f8 чёрный король · h8 чёрный слон · a7 чёрная пешка · c7 чёрная пешка · e7 чёрная пешка · g7 чёрная пешка · b6 чёрная пешка · d6 чёрная пешка · f6 чёрная пешка · h6 чёрная пешка · a3 белая пешка · c3 белая пешка · e3 белая пешка · g3 белая пешка · b2 белая пешка · d2 белая пешка · f2 белая пешка · h2 белая пешка · a1 белый слон · c1 белый король · e1 белый король · g1 N l | b8 N d · d8 чёрный король · f8 чёрный король · h8 чёрный слон · a7 чёрная пешка · c7 чёрная пешка · e7 чёрная пешка · g7 чёрная пешка · b6 чёрная пешка · d6 чёрная пешка · f6 чёрная пешка · h6 чёрная пешка · a3 белая пешка · c3 белая пешка · e3 белая пешка · g3 белая пешка · b2 белая пешка · d2 белая пешка · f2 белая пешка · h2 белая пешка · a1 белый слон · c1 белый король · e1 белый король · g1 N l | b8 N d · d8 чёрный король · f8 чёрный король · h8 чёрный слон · a7 чёрная пешка · c7 чёрная пешка · e7 чёрная пешка · g7 чёрная пешка · b6 чёрная пешка · d6 чёрная пешка · f6 чёрная пешка · h6 чёрная пешка · a3 белая пешка · c3 белая пешка · e3 белая пешка · g3 белая пешка · b2 белая пешка · d2 белая пешка · f2 белая пешка · h2 белая пешка · a1 белый слон · c1 белый король · e1 белый король · g1 N l | b8 N d · d8 чёрный король · f8 чёрный король · h8 чёрный слон · a7 чёрная пешка · c7 чёрная пешка · e7 чёрная пешка · g7 чёрная пешка · b6 чёрная пешка · d6 чёрная пешка · f6 чёрная пешка · h6 чёрная пешка · a3 белая пешка · c3 белая пешка · e3 белая пешка · g3 белая пешка · b2 белая пешка · d2 белая пешка · f2 белая пешка · h2 белая пешка · a1 белый слон · c1 белый король · e1 белый король · g1 N l | b8 N d · d8 чёрный король · f8 чёрный король · h8 чёрный слон · a7 чёрная пешка · c7 чёрная пешка · e7 чёрная пешка · g7 чёрная пешка · b6 чёрная пешка · d6 чёрная пешка · f6 чёрная пешка · h6 чёрная пешка · a3 белая пешка · c3 белая пешка · e3 белая пешка · g3 белая пешка · b2 белая пешка · d2 белая пешка · f2 белая пешка · h2 белая пешка · a1 белый слон · c1 белый король · e1 белый король · g1 N l | 6 |
| 5 | b8 N d · d8 чёрный король · f8 чёрный король · h8 чёрный слон · a7 чёрная пешка · c7 чёрная пешка · e7 чёрная пешка · g7 чёрная пешка · b6 чёрная пешка · d6 чёрная пешка · f6 чёрная пешка · h6 чёрная пешка · a3 белая пешка · c3 белая пешка · e3 белая пешка · g3 белая пешка · b2 белая пешка · d2 белая пешка · f2 белая пешка · h2 белая пешка · a1 белый слон · c1 белый король · e1 белый король · g1 N l | b8 N d · d8 чёрный король · f8 чёрный король · h8 чёрный слон · a7 чёрная пешка · c7 чёрная пешка · e7 чёрная пешка · g7 чёрная пешка · b6 чёрная пешка · d6 чёрная пешка · f6 чёрная пешка · h6 чёрная пешка · a3 белая пешка · c3 белая пешка · e3 белая пешка · g3 белая пешка · b2 белая пешка · d2 белая пешка · f2 белая пешка · h2 белая пешка · a1 белый слон · c1 белый король · e1 белый король · g1 N l | b8 N d · d8 чёрный король · f8 чёрный король · h8 чёрный слон · a7 чёрная пешка · c7 чёрная пешка · e7 чёрная пешка · g7 чёрная пешка · b6 чёрная пешка · d6 чёрная пешка · f6 чёрная пешка · h6 чёрная пешка · a3 белая пешка · c3 белая пешка · e3 белая пешка · g3 белая пешка · b2 белая пешка · d2 белая пешка · f2 белая пешка · h2 белая пешка · a1 белый слон · c1 белый король · e1 белый король · g1 N l | b8 N d · d8 чёрный король · f8 чёрный король · h8 чёрный слон · a7 чёрная пешка · c7 чёрная пешка · e7 чёрная пешка · g7 чёрная пешка · b6 чёрная пешка · d6 чёрная пешка · f6 чёрная пешка · h6 чёрная пешка · a3 белая пешка · c3 белая пешка · e3 белая пешка · g3 белая пешка · b2 белая пешка · d2 белая пешка · f2 белая пешка · h2 белая пешка · a1 белый слон · c1 белый король · e1 белый король · g1 N l | b8 N d · d8 чёрный король · f8 чёрный король · h8 чёрный слон · a7 чёрная пешка · c7 чёрная пешка · e7 чёрная пешка · g7 чёрная пешка · b6 чёрная пешка · d6 чёрная пешка · f6 чёрная пешка · h6 чёрная пешка · a3 белая пешка · c3 белая пешка · e3 белая пешка · g3 белая пешка · b2 белая пешка · d2 белая пешка · f2 белая пешка · h2 белая пешка · a1 белый слон · c1 белый король · e1 белый король · g1 N l | b8 N d · d8 чёрный король · f8 чёрный король · h8 чёрный слон · a7 чёрная пешка · c7 чёрная пешка · e7 чёрная пешка · g7 чёрная пешка · b6 чёрная пешка · d6 чёрная пешка · f6 чёрная пешка · h6 чёрная пешка · a3 белая пешка · c3 белая пешка · e3 белая пешка · g3 белая пешка · b2 белая пешка · d2 белая пешка · f2 белая пешка · h2 белая пешка · a1 белый слон · c1 белый король · e1 белый король · g1 N l | b8 N d · d8 чёрный король · f8 чёрный король · h8 чёрный слон · a7 чёрная пешка · c7 чёрная пешка · e7 чёрная пешка · g7 чёрная пешка · b6 чёрная пешка · d6 чёрная пешка · f6 чёрная пешка · h6 чёрная пешка · a3 белая пешка · c3 белая пешка · e3 белая пешка · g3 белая пешка · b2 белая пешка · d2 белая пешка · f2 белая пешка · h2 белая пешка · a1 белый слон · c1 белый король · e1 белый король · g1 N l | b8 N d · d8 чёрный король · f8 чёрный король · h8 чёрный слон · a7 чёрная пешка · c7 чёрная пешка · e7 чёрная пешка · g7 чёрная пешка · b6 чёрная пешка · d6 чёрная пешка · f6 чёрная пешка · h6 чёрная пешка · a3 белая пешка · c3 белая пешка · e3 белая пешка · g3 белая пешка · b2 белая пешка · d2 белая пешка · f2 белая пешка · h2 белая пешка · a1 белый слон · c1 белый король · e1 белый король · g1 N l | 5 |
| 4 | b8 N d · d8 чёрный король · f8 чёрный король · h8 чёрный слон · a7 чёрная пешка · c7 чёрная пешка · e7 чёрная пешка · g7 чёрная пешка · b6 чёрная пешка · d6 чёрная пешка · f6 чёрная пешка · h6 чёрная пешка · a3 белая пешка · c3 белая пешка · e3 белая пешка · g3 белая пешка · b2 белая пешка · d2 белая пешка · f2 белая пешка · h2 белая пешка · a1 белый слон · c1 белый король · e1 белый король · g1 N l | b8 N d · d8 чёрный король · f8 чёрный король · h8 чёрный слон · a7 чёрная пешка · c7 чёрная пешка · e7 чёрная пешка · g7 чёрная пешка · b6 чёрная пешка · d6 чёрная пешка · f6 чёрная пешка · h6 чёрная пешка · a3 белая пешка · c3 белая пешка · e3 белая пешка · g3 белая пешка · b2 белая пешка · d2 белая пешка · f2 белая пешка · h2 белая пешка · a1 белый слон · c1 белый король · e1 белый король · g1 N l | b8 N d · d8 чёрный король · f8 чёрный король · h8 чёрный слон · a7 чёрная пешка · c7 чёрная пешка · e7 чёрная пешка · g7 чёрная пешка · b6 чёрная пешка · d6 чёрная пешка · f6 чёрная пешка · h6 чёрная пешка · a3 белая пешка · c3 белая пешка · e3 белая пешка · g3 белая пешка · b2 белая пешка · d2 белая пешка · f2 белая пешка · h2 белая пешка · a1 белый слон · c1 белый король · e1 белый король · g1 N l | b8 N d · d8 чёрный король · f8 чёрный король · h8 чёрный слон · a7 чёрная пешка · c7 чёрная пешка · e7 чёрная пешка · g7 чёрная пешка · b6 чёрная пешка · d6 чёрная пешка · f6 чёрная пешка · h6 чёрная пешка · a3 белая пешка · c3 белая пешка · e3 белая пешка · g3 белая пешка · b2 белая пешка · d2 белая пешка · f2 белая пешка · h2 белая пешка · a1 белый слон · c1 белый король · e1 белый король · g1 N l | b8 N d · d8 чёрный король · f8 чёрный король · h8 чёрный слон · a7 чёрная пешка · c7 чёрная пешка · e7 чёрная пешка · g7 чёрная пешка · b6 чёрная пешка · d6 чёрная пешка · f6 чёрная пешка · h6 чёрная пешка · a3 белая пешка · c3 белая пешка · e3 белая пешка · g3 белая пешка · b2 белая пешка · d2 белая пешка · f2 белая пешка · h2 белая пешка · a1 белый слон · c1 белый король · e1 белый король · g1 N l | b8 N d · d8 чёрный король · f8 чёрный король · h8 чёрный слон · a7 чёрная пешка · c7 чёрная пешка · e7 чёрная пешка · g7 чёрная пешка · b6 чёрная пешка · d6 чёрная пешка · f6 чёрная пешка · h6 чёрная пешка · a3 белая пешка · c3 белая пешка · e3 белая пешка · g3 белая пешка · b2 белая пешка · d2 белая пешка · f2 белая пешка · h2 белая пешка · a1 белый слон · c1 белый король · e1 белый король · g1 N l | b8 N d · d8 чёрный король · f8 чёрный король · h8 чёрный слон · a7 чёрная пешка · c7 чёрная пешка · e7 чёрная пешка · g7 чёрная пешка · b6 чёрная пешка · d6 чёрная пешка · f6 чёрная пешка · h6 чёрная пешка · a3 белая пешка · c3 белая пешка · e3 белая пешка · g3 белая пешка · b2 белая пешка · d2 белая пешка · f2 белая пешка · h2 белая пешка · a1 белый слон · c1 белый король · e1 белый король · g1 N l | b8 N d · d8 чёрный король · f8 чёрный король · h8 чёрный слон · a7 чёрная пешка · c7 чёрная пешка · e7 чёрная пешка · g7 чёрная пешка · b6 чёрная пешка · d6 чёрная пешка · f6 чёрная пешка · h6 чёрная пешка · a3 белая пешка · c3 белая пешка · e3 белая пешка · g3 белая пешка · b2 белая пешка · d2 белая пешка · f2 белая пешка · h2 белая пешка · a1 белый слон · c1 белый король · e1 белый король · g1 N l | 4 |
| 3 | b8 N d · d8 чёрный король · f8 чёрный король · h8 чёрный слон · a7 чёрная пешка · c7 чёрная пешка · e7 чёрная пешка · g7 чёрная пешка · b6 чёрная пешка · d6 чёрная пешка · f6 чёрная пешка · h6 чёрная пешка · a3 белая пешка · c3 белая пешка · e3 белая пешка · g3 белая пешка · b2 белая пешка · d2 белая пешка · f2 белая пешка · h2 белая пешка · a1 белый слон · c1 белый король · e1 белый король · g1 N l | b8 N d · d8 чёрный король · f8 чёрный король · h8 чёрный слон · a7 чёрная пешка · c7 чёрная пешка · e7 чёрная пешка · g7 чёрная пешка · b6 чёрная пешка · d6 чёрная пешка · f6 чёрная пешка · h6 чёрная пешка · a3 белая пешка · c3 белая пешка · e3 белая пешка · g3 белая пешка · b2 белая пешка · d2 белая пешка · f2 белая пешка · h2 белая пешка · a1 белый слон · c1 белый король · e1 белый король · g1 N l | b8 N d · d8 чёрный король · f8 чёрный король · h8 чёрный слон · a7 чёрная пешка · c7 чёрная пешка · e7 чёрная пешка · g7 чёрная пешка · b6 чёрная пешка · d6 чёрная пешка · f6 чёрная пешка · h6 чёрная пешка · a3 белая пешка · c3 белая пешка · e3 белая пешка · g3 белая пешка · b2 белая пешка · d2 белая пешка · f2 белая пешка · h2 белая пешка · a1 белый слон · c1 белый король · e1 белый король · g1 N l | b8 N d · d8 чёрный король · f8 чёрный король · h8 чёрный слон · a7 чёрная пешка · c7 чёрная пешка · e7 чёрная пешка · g7 чёрная пешка · b6 чёрная пешка · d6 чёрная пешка · f6 чёрная пешка · h6 чёрная пешка · a3 белая пешка · c3 белая пешка · e3 белая пешка · g3 белая пешка · b2 белая пешка · d2 белая пешка · f2 белая пешка · h2 белая пешка · a1 белый слон · c1 белый король · e1 белый король · g1 N l | b8 N d · d8 чёрный король · f8 чёрный король · h8 чёрный слон · a7 чёрная пешка · c7 чёрная пешка · e7 чёрная пешка · g7 чёрная пешка · b6 чёрная пешка · d6 чёрная пешка · f6 чёрная пешка · h6 чёрная пешка · a3 белая пешка · c3 белая пешка · e3 белая пешка · g3 белая пешка · b2 белая пешка · d2 белая пешка · f2 белая пешка · h2 белая пешка · a1 белый слон · c1 белый король · e1 белый король · g1 N l | b8 N d · d8 чёрный король · f8 чёрный король · h8 чёрный слон · a7 чёрная пешка · c7 чёрная пешка · e7 чёрная пешка · g7 чёрная пешка · b6 чёрная пешка · d6 чёрная пешка · f6 чёрная пешка · h6 чёрная пешка · a3 белая пешка · c3 белая пешка · e3 белая пешка · g3 белая пешка · b2 белая пешка · d2 белая пешка · f2 белая пешка · h2 белая пешка · a1 белый слон · c1 белый король · e1 белый король · g1 N l | b8 N d · d8 чёрный король · f8 чёрный король · h8 чёрный слон · a7 чёрная пешка · c7 чёрная пешка · e7 чёрная пешка · g7 чёрная пешка · b6 чёрная пешка · d6 чёрная пешка · f6 чёрная пешка · h6 чёрная пешка · a3 белая пешка · c3 белая пешка · e3 белая пешка · g3 белая пешка · b2 белая пешка · d2 белая пешка · f2 белая пешка · h2 белая пешка · a1 белый слон · c1 белый король · e1 белый король · g1 N l | b8 N d · d8 чёрный король · f8 чёрный король · h8 чёрный слон · a7 чёрная пешка · c7 чёрная пешка · e7 чёрная пешка · g7 чёрная пешка · b6 чёрная пешка · d6 чёрная пешка · f6 чёрная пешка · h6 чёрная пешка · a3 белая пешка · c3 белая пешка · e3 белая пешка · g3 белая пешка · b2 белая пешка · d2 белая пешка · f2 белая пешка · h2 белая пешка · a1 белый слон · c1 белый король · e1 белый король · g1 N l | 3 |
| 2 | b8 N d · d8 чёрный король · f8 чёрный король · h8 чёрный слон · a7 чёрная пешка · c7 чёрная пешка · e7 чёрная пешка · g7 чёрная пешка · b6 чёрная пешка · d6 чёрная пешка · f6 чёрная пешка · h6 чёрная пешка · a3 белая пешка · c3 белая пешка · e3 белая пешка · g3 белая пешка · b2 белая пешка · d2 белая пешка · f2 белая пешка · h2 белая пешка · a1 белый слон · c1 белый король · e1 белый король · g1 N l | b8 N d · d8 чёрный король · f8 чёрный король · h8 чёрный слон · a7 чёрная пешка · c7 чёрная пешка · e7 чёрная пешка · g7 чёрная пешка · b6 чёрная пешка · d6 чёрная пешка · f6 чёрная пешка · h6 чёрная пешка · a3 белая пешка · c3 белая пешка · e3 белая пешка · g3 белая пешка · b2 белая пешка · d2 белая пешка · f2 белая пешка · h2 белая пешка · a1 белый слон · c1 белый король · e1 белый король · g1 N l | b8 N d · d8 чёрный король · f8 чёрный король · h8 чёрный слон · a7 чёрная пешка · c7 чёрная пешка · e7 чёрная пешка · g7 чёрная пешка · b6 чёрная пешка · d6 чёрная пешка · f6 чёрная пешка · h6 чёрная пешка · a3 белая пешка · c3 белая пешка · e3 белая пешка · g3 белая пешка · b2 белая пешка · d2 белая пешка · f2 белая пешка · h2 белая пешка · a1 белый слон · c1 белый король · e1 белый король · g1 N l | b8 N d · d8 чёрный король · f8 чёрный король · h8 чёрный слон · a7 чёрная пешка · c7 чёрная пешка · e7 чёрная пешка · g7 чёрная пешка · b6 чёрная пешка · d6 чёрная пешка · f6 чёрная пешка · h6 чёрная пешка · a3 белая пешка · c3 белая пешка · e3 белая пешка · g3 белая пешка · b2 белая пешка · d2 белая пешка · f2 белая пешка · h2 белая пешка · a1 белый слон · c1 белый король · e1 белый король · g1 N l | b8 N d · d8 чёрный король · f8 чёрный король · h8 чёрный слон · a7 чёрная пешка · c7 чёрная пешка · e7 чёрная пешка · g7 чёрная пешка · b6 чёрная пешка · d6 чёрная пешка · f6 чёрная пешка · h6 чёрная пешка · a3 белая пешка · c3 белая пешка · e3 белая пешка · g3 белая пешка · b2 белая пешка · d2 белая пешка · f2 белая пешка · h2 белая пешка · a1 белый слон · c1 белый король · e1 белый король · g1 N l | b8 N d · d8 чёрный король · f8 чёрный король · h8 чёрный слон · a7 чёрная пешка · c7 чёрная пешка · e7 чёрная пешка · g7 чёрная пешка · b6 чёрная пешка · d6 чёрная пешка · f6 чёрная пешка · h6 чёрная пешка · a3 белая пешка · c3 белая пешка · e3 белая пешка · g3 белая пешка · b2 белая пешка · d2 белая пешка · f2 белая пешка · h2 белая пешка · a1 белый слон · c1 белый король · e1 белый король · g1 N l | b8 N d · d8 чёрный король · f8 чёрный король · h8 чёрный слон · a7 чёрная пешка · c7 чёрная пешка · e7 чёрная пешка · g7 чёрная пешка · b6 чёрная пешка · d6 чёрная пешка · f6 чёрная пешка · h6 чёрная пешка · a3 белая пешка · c3 белая пешка · e3 белая пешка · g3 белая пешка · b2 белая пешка · d2 белая пешка · f2 белая пешка · h2 белая пешка · a1 белый слон · c1 белый король · e1 белый король · g1 N l | b8 N d · d8 чёрный король · f8 чёрный король · h8 чёрный слон · a7 чёрная пешка · c7 чёрная пешка · e7 чёрная пешка · g7 чёрная пешка · b6 чёрная пешка · d6 чёрная пешка · f6 чёрная пешка · h6 чёрная пешка · a3 белая пешка · c3 белая пешка · e3 белая пешка · g3 белая пешка · b2 белая пешка · d2 белая пешка · f2 белая пешка · h2 белая пешка · a1 белый слон · c1 белый король · e1 белый король · g1 N l | 2 |
| 1 | b8 N d · d8 чёрный король · f8 чёрный король · h8 чёрный слон · a7 чёрная пешка · c7 чёрная пешка · e7 чёрная пешка · g7 чёрная пешка · b6 чёрная пешка · d6 чёрная пешка · f6 чёрная пешка · h6 чёрная пешка · a3 белая пешка · c3 белая пешка · e3 белая пешка · g3 белая пешка · b2 белая пешка · d2 белая пешка · f2 белая пешка · h2 белая пешка · a1 белый слон · c1 белый король · e1 белый король · g1 N l | b8 N d · d8 чёрный король · f8 чёрный король · h8 чёрный слон · a7 чёрная пешка · c7 чёрная пешка · e7 чёрная пешка · g7 чёрная пешка · b6 чёрная пешка · d6 чёрная пешка · f6 чёрная пешка · h6 чёрная пешка · a3 белая пешка · c3 белая пешка · e3 белая пешка · g3 белая пешка · b2 белая пешка · d2 белая пешка · f2 белая пешка · h2 белая пешка · a1 белый слон · c1 белый король · e1 белый король · g1 N l | b8 N d · d8 чёрный король · f8 чёрный король · h8 чёрный слон · a7 чёрная пешка · c7 чёрная пешка · e7 чёрная пешка · g7 чёрная пешка · b6 чёрная пешка · d6 чёрная пешка · f6 чёрная пешка · h6 чёрная пешка · a3 белая пешка · c3 белая пешка · e3 белая пешка · g3 белая пешка · b2 белая пешка · d2 белая пешка · f2 белая пешка · h2 белая пешка · a1 белый слон · c1 белый король · e1 белый король · g1 N l | b8 N d · d8 чёрный король · f8 чёрный король · h8 чёрный слон · a7 чёрная пешка · c7 чёрная пешка · e7 чёрная пешка · g7 чёрная пешка · b6 чёрная пешка · d6 чёрная пешка · f6 чёрная пешка · h6 чёрная пешка · a3 белая пешка · c3 белая пешка · e3 белая пешка · g3 белая пешка · b2 белая пешка · d2 белая пешка · f2 белая пешка · h2 белая пешка · a1 белый слон · c1 белый король · e1 белый король · g1 N l | b8 N d · d8 чёрный король · f8 чёрный король · h8 чёрный слон · a7 чёрная пешка · c7 чёрная пешка · e7 чёрная пешка · g7 чёрная пешка · b6 чёрная пешка · d6 чёрная пешка · f6 чёрная пешка · h6 чёрная пешка · a3 белая пешка · c3 белая пешка · e3 белая пешка · g3 белая пешка · b2 белая пешка · d2 белая пешка · f2 белая пешка · h2 белая пешка · a1 белый слон · c1 белый король · e1 белый король · g1 N l | b8 N d · d8 чёрный король · f8 чёрный король · h8 чёрный слон · a7 чёрная пешка · c7 чёрная пешка · e7 чёрная пешка · g7 чёрная пешка · b6 чёрная пешка · d6 чёрная пешка · f6 чёрная пешка · h6 чёрная пешка · a3 белая пешка · c3 белая пешка · e3 белая пешка · g3 белая пешка · b2 белая пешка · d2 белая пешка · f2 белая пешка · h2 белая пешка · a1 белый слон · c1 белый король · e1 белый король · g1 N l | b8 N d · d8 чёрный король · f8 чёрный король · h8 чёрный слон · a7 чёрная пешка · c7 чёрная пешка · e7 чёрная пешка · g7 чёрная пешка · b6 чёрная пешка · d6 чёрная пешка · f6 чёрная пешка · h6 чёрная пешка · a3 белая пешка · c3 белая пешка · e3 белая пешка · g3 белая пешка · b2 белая пешка · d2 белая пешка · f2 белая пешка · h2 белая пешка · a1 белый слон · c1 белый король · e1 белый король · g1 N l | b8 N d · d8 чёрный король · f8 чёрный король · h8 чёрный слон · a7 чёрная пешка · c7 чёрная пешка · e7 чёрная пешка · g7 чёрная пешка · b6 чёрная пешка · d6 чёрная пешка · f6 чёрная пешка · h6 чёрная пешка · a3 белая пешка · c3 белая пешка · e3 белая пешка · g3 белая пешка · b2 белая пешка · d2 белая пешка · f2 белая пешка · h2 белая пешка · a1 белый слон · c1 белый король · e1 белый король · g1 N l | 1 |
|   | a | b | c | d | e | f | g | h |   |

|   | a | b | c | d | e | f | g | h |   |
| - | --- | --- | --- | --- | --- | --- | --- | --- | - |
| 8 | b8 чёрный слон · a7 чёрный крест · c7 чёрный крест · g7 чёрная пешка · d6 чёрный крест · f6 чёрный круг · h6 чёрный круг · a5 белый круг · c5 белый круг · e5 чёрный крест · b4 белый король · f4 белый крест · h4 белый крест · a3 белый круг · c3 белый круг · g3 чёрный крест · d2 белый крест · h2 чёрный крест · g1 N l | b8 чёрный слон · a7 чёрный крест · c7 чёрный крест · g7 чёрная пешка · d6 чёрный крест · f6 чёрный круг · h6 чёрный круг · a5 белый круг · c5 белый круг · e5 чёрный крест · b4 белый король · f4 белый крест · h4 белый крест · a3 белый круг · c3 белый круг · g3 чёрный крест · d2 белый крест · h2 чёрный крест · g1 N l | b8 чёрный слон · a7 чёрный крест · c7 чёрный крест · g7 чёрная пешка · d6 чёрный крест · f6 чёрный круг · h6 чёрный круг · a5 белый круг · c5 белый круг · e5 чёрный крест · b4 белый король · f4 белый крест · h4 белый крест · a3 белый круг · c3 белый круг · g3 чёрный крест · d2 белый крест · h2 чёрный крест · g1 N l | b8 чёрный слон · a7 чёрный крест · c7 чёрный крест · g7 чёрная пешка · d6 чёрный крест · f6 чёрный круг · h6 чёрный круг · a5 белый круг · c5 белый круг · e5 чёрный крест · b4 белый король · f4 белый крест · h4 белый крест · a3 белый круг · c3 белый круг · g3 чёрный крест · d2 белый крест · h2 чёрный крест · g1 N l | b8 чёрный слон · a7 чёрный крест · c7 чёрный крест · g7 чёрная пешка · d6 чёрный крест · f6 чёрный круг · h6 чёрный круг · a5 белый круг · c5 белый круг · e5 чёрный крест · b4 белый король · f4 белый крест · h4 белый крест · a3 белый круг · c3 белый круг · g3 чёрный крест · d2 белый крест · h2 чёрный крест · g1 N l | b8 чёрный слон · a7 чёрный крест · c7 чёрный крест · g7 чёрная пешка · d6 чёрный крест · f6 чёрный круг · h6 чёрный круг · a5 белый круг · c5 белый круг · e5 чёрный крест · b4 белый король · f4 белый крест · h4 белый крест · a3 белый круг · c3 белый круг · g3 чёрный крест · d2 белый крест · h2 чёрный крест · g1 N l | b8 чёрный слон · a7 чёрный крест · c7 чёрный крест · g7 чёрная пешка · d6 чёрный крест · f6 чёрный круг · h6 чёрный круг · a5 белый круг · c5 белый круг · e5 чёрный крест · b4 белый король · f4 белый крест · h4 белый крест · a3 белый круг · c3 белый круг · g3 чёрный крест · d2 белый крест · h2 чёрный крест · g1 N l | b8 чёрный слон · a7 чёрный крест · c7 чёрный крест · g7 чёрная пешка · d6 чёрный крест · f6 чёрный круг · h6 чёрный круг · a5 белый круг · c5 белый круг · e5 чёрный крест · b4 белый король · f4 белый крест · h4 белый крест · a3 белый круг · c3 белый круг · g3 чёрный крест · d2 белый крест · h2 чёрный крест · g1 N l | 8 |
| 7 | b8 чёрный слон · a7 чёрный крест · c7 чёрный крест · g7 чёрная пешка · d6 чёрный крест · f6 чёрный круг · h6 чёрный круг · a5 белый круг · c5 белый круг · e5 чёрный крест · b4 белый король · f4 белый крест · h4 белый крест · a3 белый круг · c3 белый круг · g3 чёрный крест · d2 белый крест · h2 чёрный крест · g1 N l | b8 чёрный слон · a7 чёрный крест · c7 чёрный крест · g7 чёрная пешка · d6 чёрный крест · f6 чёрный круг · h6 чёрный круг · a5 белый круг · c5 белый круг · e5 чёрный крест · b4 белый король · f4 белый крест · h4 белый крест · a3 белый круг · c3 белый круг · g3 чёрный крест · d2 белый крест · h2 чёрный крест · g1 N l | b8 чёрный слон · a7 чёрный крест · c7 чёрный крест · g7 чёрная пешка · d6 чёрный крест · f6 чёрный круг · h6 чёрный круг · a5 белый круг · c5 белый круг · e5 чёрный крест · b4 белый король · f4 белый крест · h4 белый крест · a3 белый круг · c3 белый круг · g3 чёрный крест · d2 белый крест · h2 чёрный крест · g1 N l | b8 чёрный слон · a7 чёрный крест · c7 чёрный крест · g7 чёрная пешка · d6 чёрный крест · f6 чёрный круг · h6 чёрный круг · a5 белый круг · c5 белый круг · e5 чёрный крест · b4 белый король · f4 белый крест · h4 белый крест · a3 белый круг · c3 белый круг · g3 чёрный крест · d2 белый крест · h2 чёрный крест · g1 N l | b8 чёрный слон · a7 чёрный крест · c7 чёрный крест · g7 чёрная пешка · d6 чёрный крест · f6 чёрный круг · h6 чёрный круг · a5 белый круг · c5 белый круг · e5 чёрный крест · b4 белый король · f4 белый крест · h4 белый крест · a3 белый круг · c3 белый круг · g3 чёрный крест · d2 белый крест · h2 чёрный крест · g1 N l | b8 чёрный слон · a7 чёрный крест · c7 чёрный крест · g7 чёрная пешка · d6 чёрный крест · f6 чёрный круг · h6 чёрный круг · a5 белый круг · c5 белый круг · e5 чёрный крест · b4 белый король · f4 белый крест · h4 белый крест · a3 белый круг · c3 белый круг · g3 чёрный крест · d2 белый крест · h2 чёрный крест · g1 N l | b8 чёрный слон · a7 чёрный крест · c7 чёрный крест · g7 чёрная пешка · d6 чёрный крест · f6 чёрный круг · h6 чёрный круг · a5 белый круг · c5 белый круг · e5 чёрный крест · b4 белый король · f4 белый крест · h4 белый крест · a3 белый круг · c3 белый круг · g3 чёрный крест · d2 белый крест · h2 чёрный крест · g1 N l | b8 чёрный слон · a7 чёрный крест · c7 чёрный крест · g7 чёрная пешка · d6 чёрный крест · f6 чёрный круг · h6 чёрный круг · a5 белый круг · c5 белый круг · e5 чёрный крест · b4 белый король · f4 белый крест · h4 белый крест · a3 белый круг · c3 белый круг · g3 чёрный крест · d2 белый крест · h2 чёрный крест · g1 N l | 7 |
| 6 | b8 чёрный слон · a7 чёрный крест · c7 чёрный крест · g7 чёрная пешка · d6 чёрный крест · f6 чёрный круг · h6 чёрный круг · a5 белый круг · c5 белый круг · e5 чёрный крест · b4 белый король · f4 белый крест · h4 белый крест · a3 белый круг · c3 белый круг · g3 чёрный крест · d2 белый крест · h2 чёрный крест · g1 N l | b8 чёрный слон · a7 чёрный крест · c7 чёрный крест · g7 чёрная пешка · d6 чёрный крест · f6 чёрный круг · h6 чёрный круг · a5 белый круг · c5 белый круг · e5 чёрный крест · b4 белый король · f4 белый крест · h4 белый крест · a3 белый круг · c3 белый круг · g3 чёрный крест · d2 белый крест · h2 чёрный крест · g1 N l | b8 чёрный слон · a7 чёрный крест · c7 чёрный крест · g7 чёрная пешка · d6 чёрный крест · f6 чёрный круг · h6 чёрный круг · a5 белый круг · c5 белый круг · e5 чёрный крест · b4 белый король · f4 белый крест · h4 белый крест · a3 белый круг · c3 белый круг · g3 чёрный крест · d2 белый крест · h2 чёрный крест · g1 N l | b8 чёрный слон · a7 чёрный крест · c7 чёрный крест · g7 чёрная пешка · d6 чёрный крест · f6 чёрный круг · h6 чёрный круг · a5 белый круг · c5 белый круг · e5 чёрный крест · b4 белый король · f4 белый крест · h4 белый крест · a3 белый круг · c3 белый круг · g3 чёрный крест · d2 белый крест · h2 чёрный крест · g1 N l | b8 чёрный слон · a7 чёрный крест · c7 чёрный крест · g7 чёрная пешка · d6 чёрный крест · f6 чёрный круг · h6 чёрный круг · a5 белый круг · c5 белый круг · e5 чёрный крест · b4 белый король · f4 белый крест · h4 белый крест · a3 белый круг · c3 белый круг · g3 чёрный крест · d2 белый крест · h2 чёрный крест · g1 N l | b8 чёрный слон · a7 чёрный крест · c7 чёрный крест · g7 чёрная пешка · d6 чёрный крест · f6 чёрный круг · h6 чёрный круг · a5 белый круг · c5 белый круг · e5 чёрный крест · b4 белый король · f4 белый крест · h4 белый крест · a3 белый круг · c3 белый круг · g3 чёрный крест · d2 белый крест · h2 чёрный крест · g1 N l | b8 чёрный слон · a7 чёрный крест · c7 чёрный крест · g7 чёрная пешка · d6 чёрный крест · f6 чёрный круг · h6 чёрный круг · a5 белый круг · c5 белый круг · e5 чёрный крест · b4 белый король · f4 белый крест · h4 белый крест · a3 белый круг · c3 белый круг · g3 чёрный крест · d2 белый крест · h2 чёрный крест · g1 N l | b8 чёрный слон · a7 чёрный крест · c7 чёрный крест · g7 чёрная пешка · d6 чёрный крест · f6 чёрный круг · h6 чёрный круг · a5 белый круг · c5 белый круг · e5 чёрный крест · b4 белый король · f4 белый крест · h4 белый крест · a3 белый круг · c3 белый круг · g3 чёрный крест · d2 белый крест · h2 чёрный крест · g1 N l | 6 |
| 5 | b8 чёрный слон · a7 чёрный крест · c7 чёрный крест · g7 чёрная пешка · d6 чёрный крест · f6 чёрный круг · h6 чёрный круг · a5 белый круг · c5 белый круг · e5 чёрный крест · b4 белый король · f4 белый крест · h4 белый крест · a3 белый круг · c3 белый круг · g3 чёрный крест · d2 белый крест · h2 чёрный крест · g1 N l | b8 чёрный слон · a7 чёрный крест · c7 чёрный крест · g7 чёрная пешка · d6 чёрный крест · f6 чёрный круг · h6 чёрный круг · a5 белый круг · c5 белый круг · e5 чёрный крест · b4 белый король · f4 белый крест · h4 белый крест · a3 белый круг · c3 белый круг · g3 чёрный крест · d2 белый крест · h2 чёрный крест · g1 N l | b8 чёрный слон · a7 чёрный крест · c7 чёрный крест · g7 чёрная пешка · d6 чёрный крест · f6 чёрный круг · h6 чёрный круг · a5 белый круг · c5 белый круг · e5 чёрный крест · b4 белый король · f4 белый крест · h4 белый крест · a3 белый круг · c3 белый круг · g3 чёрный крест · d2 белый крест · h2 чёрный крест · g1 N l | b8 чёрный слон · a7 чёрный крест · c7 чёрный крест · g7 чёрная пешка · d6 чёрный крест · f6 чёрный круг · h6 чёрный круг · a5 белый круг · c5 белый круг · e5 чёрный крест · b4 белый король · f4 белый крест · h4 белый крест · a3 белый круг · c3 белый круг · g3 чёрный крест · d2 белый крест · h2 чёрный крест · g1 N l | b8 чёрный слон · a7 чёрный крест · c7 чёрный крест · g7 чёрная пешка · d6 чёрный крест · f6 чёрный круг · h6 чёрный круг · a5 белый круг · c5 белый круг · e5 чёрный крест · b4 белый король · f4 белый крест · h4 белый крест · a3 белый круг · c3 белый круг · g3 чёрный крест · d2 белый крест · h2 чёрный крест · g1 N l | b8 чёрный слон · a7 чёрный крест · c7 чёрный крест · g7 чёрная пешка · d6 чёрный крест · f6 чёрный круг · h6 чёрный круг · a5 белый круг · c5 белый круг · e5 чёрный крест · b4 белый король · f4 белый крест · h4 белый крест · a3 белый круг · c3 белый круг · g3 чёрный крест · d2 белый крест · h2 чёрный крест · g1 N l | b8 чёрный слон · a7 чёрный крест · c7 чёрный крест · g7 чёрная пешка · d6 чёрный крест · f6 чёрный круг · h6 чёрный круг · a5 белый круг · c5 белый круг · e5 чёрный крест · b4 белый король · f4 белый крест · h4 белый крест · a3 белый круг · c3 белый круг · g3 чёрный крест · d2 белый крест · h2 чёрный крест · g1 N l | b8 чёрный слон · a7 чёрный крест · c7 чёрный крест · g7 чёрная пешка · d6 чёрный крест · f6 чёрный круг · h6 чёрный круг · a5 белый круг · c5 белый круг · e5 чёрный крест · b4 белый король · f4 белый крест · h4 белый крест · a3 белый круг · c3 белый круг · g3 чёрный крест · d2 белый крест · h2 чёрный крест · g1 N l | 5 |
| 4 | b8 чёрный слон · a7 чёрный крест · c7 чёрный крест · g7 чёрная пешка · d6 чёрный крест · f6 чёрный круг · h6 чёрный круг · a5 белый круг · c5 белый круг · e5 чёрный крест · b4 белый король · f4 белый крест · h4 белый крест · a3 белый круг · c3 белый круг · g3 чёрный крест · d2 белый крест · h2 чёрный крест · g1 N l | b8 чёрный слон · a7 чёрный крест · c7 чёрный крест · g7 чёрная пешка · d6 чёрный крест · f6 чёрный круг · h6 чёрный круг · a5 белый круг · c5 белый круг · e5 чёрный крест · b4 белый король · f4 белый крест · h4 белый крест · a3 белый круг · c3 белый круг · g3 чёрный крест · d2 белый крест · h2 чёрный крест · g1 N l | b8 чёрный слон · a7 чёрный крест · c7 чёрный крест · g7 чёрная пешка · d6 чёрный крест · f6 чёрный круг · h6 чёрный круг · a5 белый круг · c5 белый круг · e5 чёрный крест · b4 белый король · f4 белый крест · h4 белый крест · a3 белый круг · c3 белый круг · g3 чёрный крест · d2 белый крест · h2 чёрный крест · g1 N l | b8 чёрный слон · a7 чёрный крест · c7 чёрный крест · g7 чёрная пешка · d6 чёрный крест · f6 чёрный круг · h6 чёрный круг · a5 белый круг · c5 белый круг · e5 чёрный крест · b4 белый король · f4 белый крест · h4 белый крест · a3 белый круг · c3 белый круг · g3 чёрный крест · d2 белый крест · h2 чёрный крест · g1 N l | b8 чёрный слон · a7 чёрный крест · c7 чёрный крест · g7 чёрная пешка · d6 чёрный крест · f6 чёрный круг · h6 чёрный круг · a5 белый круг · c5 белый круг · e5 чёрный крест · b4 белый король · f4 белый крест · h4 белый крест · a3 белый круг · c3 белый круг · g3 чёрный крест · d2 белый крест · h2 чёрный крест · g1 N l | b8 чёрный слон · a7 чёрный крест · c7 чёрный крест · g7 чёрная пешка · d6 чёрный крест · f6 чёрный круг · h6 чёрный круг · a5 белый круг · c5 белый круг · e5 чёрный крест · b4 белый король · f4 белый крест · h4 белый крест · a3 белый круг · c3 белый круг · g3 чёрный крест · d2 белый крест · h2 чёрный крест · g1 N l | b8 чёрный слон · a7 чёрный крест · c7 чёрный крест · g7 чёрная пешка · d6 чёрный крест · f6 чёрный круг · h6 чёрный круг · a5 белый круг · c5 белый круг · e5 чёрный крест · b4 белый король · f4 белый крест · h4 белый крест · a3 белый круг · c3 белый круг · g3 чёрный крест · d2 белый крест · h2 чёрный крест · g1 N l | b8 чёрный слон · a7 чёрный крест · c7 чёрный крест · g7 чёрная пешка · d6 чёрный крест · f6 чёрный круг · h6 чёрный круг · a5 белый круг · c5 белый круг · e5 чёрный крест · b4 белый король · f4 белый крест · h4 белый крест · a3 белый круг · c3 белый круг · g3 чёрный крест · d2 белый крест · h2 чёрный крест · g1 N l | 4 |
| 3 | b8 чёрный слон · a7 чёрный крест · c7 чёрный крест · g7 чёрная пешка · d6 чёрный крест · f6 чёрный круг · h6 чёрный круг · a5 белый круг · c5 белый круг · e5 чёрный крест · b4 белый король · f4 белый крест · h4 белый крест · a3 белый круг · c3 белый круг · g3 чёрный крест · d2 белый крест · h2 чёрный крест · g1 N l | b8 чёрный слон · a7 чёрный крест · c7 чёрный крест · g7 чёрная пешка · d6 чёрный крест · f6 чёрный круг · h6 чёрный круг · a5 белый круг · c5 белый круг · e5 чёрный крест · b4 белый король · f4 белый крест · h4 белый крест · a3 белый круг · c3 белый круг · g3 чёрный крест · d2 белый крест · h2 чёрный крест · g1 N l | b8 чёрный слон · a7 чёрный крест · c7 чёрный крест · g7 чёрная пешка · d6 чёрный крест · f6 чёрный круг · h6 чёрный круг · a5 белый круг · c5 белый круг · e5 чёрный крест · b4 белый король · f4 белый крест · h4 белый крест · a3 белый круг · c3 белый круг · g3 чёрный крест · d2 белый крест · h2 чёрный крест · g1 N l | b8 чёрный слон · a7 чёрный крест · c7 чёрный крест · g7 чёрная пешка · d6 чёрный крест · f6 чёрный круг · h6 чёрный круг · a5 белый круг · c5 белый круг · e5 чёрный крест · b4 белый король · f4 белый крест · h4 белый крест · a3 белый круг · c3 белый круг · g3 чёрный крест · d2 белый крест · h2 чёрный крест · g1 N l | b8 чёрный слон · a7 чёрный крест · c7 чёрный крест · g7 чёрная пешка · d6 чёрный крест · f6 чёрный круг · h6 чёрный круг · a5 белый круг · c5 белый круг · e5 чёрный крест · b4 белый король · f4 белый крест · h4 белый крест · a3 белый круг · c3 белый круг · g3 чёрный крест · d2 белый крест · h2 чёрный крест · g1 N l | b8 чёрный слон · a7 чёрный крест · c7 чёрный крест · g7 чёрная пешка · d6 чёрный крест · f6 чёрный круг · h6 чёрный круг · a5 белый круг · c5 белый круг · e5 чёрный крест · b4 белый король · f4 белый крест · h4 белый крест · a3 белый круг · c3 белый круг · g3 чёрный крест · d2 белый крест · h2 чёрный крест · g1 N l | b8 чёрный слон · a7 чёрный крест · c7 чёрный крест · g7 чёрная пешка · d6 чёрный крест · f6 чёрный круг · h6 чёрный круг · a5 белый круг · c5 белый круг · e5 чёрный крест · b4 белый король · f4 белый крест · h4 белый крест · a3 белый круг · c3 белый круг · g3 чёрный крест · d2 белый крест · h2 чёрный крест · g1 N l | b8 чёрный слон · a7 чёрный крест · c7 чёрный крест · g7 чёрная пешка · d6 чёрный крест · f6 чёрный круг · h6 чёрный круг · a5 белый круг · c5 белый круг · e5 чёрный крест · b4 белый король · f4 белый крест · h4 белый крест · a3 белый круг · c3 белый круг · g3 чёрный крест · d2 белый крест · h2 чёрный крест · g1 N l | 3 |
| 2 | b8 чёрный слон · a7 чёрный крест · c7 чёрный крест · g7 чёрная пешка · d6 чёрный крест · f6 чёрный круг · h6 чёрный круг · a5 белый круг · c5 белый круг · e5 чёрный крест · b4 белый король · f4 белый крест · h4 белый крест · a3 белый круг · c3 белый круг · g3 чёрный крест · d2 белый крест · h2 чёрный крест · g1 N l | b8 чёрный слон · a7 чёрный крест · c7 чёрный крест · g7 чёрная пешка · d6 чёрный крест · f6 чёрный круг · h6 чёрный круг · a5 белый круг · c5 белый круг · e5 чёрный крест · b4 белый король · f4 белый крест · h4 белый крест · a3 белый круг · c3 белый круг · g3 чёрный крест · d2 белый крест · h2 чёрный крест · g1 N l | b8 чёрный слон · a7 чёрный крест · c7 чёрный крест · g7 чёрная пешка · d6 чёрный крест · f6 чёрный круг · h6 чёрный круг · a5 белый круг · c5 белый круг · e5 чёрный крест · b4 белый король · f4 белый крест · h4 белый крест · a3 белый круг · c3 белый круг · g3 чёрный крест · d2 белый крест · h2 чёрный крест · g1 N l | b8 чёрный слон · a7 чёрный крест · c7 чёрный крест · g7 чёрная пешка · d6 чёрный крест · f6 чёрный круг · h6 чёрный круг · a5 белый круг · c5 белый круг · e5 чёрный крест · b4 белый король · f4 белый крест · h4 белый крест · a3 белый круг · c3 белый круг · g3 чёрный крест · d2 белый крест · h2 чёрный крест · g1 N l | b8 чёрный слон · a7 чёрный крест · c7 чёрный крест · g7 чёрная пешка · d6 чёрный крест · f6 чёрный круг · h6 чёрный круг · a5 белый круг · c5 белый круг · e5 чёрный крест · b4 белый король · f4 белый крест · h4 белый крест · a3 белый круг · c3 белый круг · g3 чёрный крест · d2 белый крест · h2 чёрный крест · g1 N l | b8 чёрный слон · a7 чёрный крест · c7 чёрный крест · g7 чёрная пешка · d6 чёрный крест · f6 чёрный круг · h6 чёрный круг · a5 белый круг · c5 белый круг · e5 чёрный крест · b4 белый король · f4 белый крест · h4 белый крест · a3 белый круг · c3 белый круг · g3 чёрный крест · d2 белый крест · h2 чёрный крест · g1 N l | b8 чёрный слон · a7 чёрный крест · c7 чёрный крест · g7 чёрная пешка · d6 чёрный крест · f6 чёрный круг · h6 чёрный круг · a5 белый круг · c5 белый круг · e5 чёрный крест · b4 белый король · f4 белый крест · h4 белый крест · a3 белый круг · c3 белый круг · g3 чёрный крест · d2 белый крест · h2 чёрный крест · g1 N l | b8 чёрный слон · a7 чёрный крест · c7 чёрный крест · g7 чёрная пешка · d6 чёрный крест · f6 чёрный круг · h6 чёрный круг · a5 белый круг · c5 белый круг · e5 чёрный крест · b4 белый король · f4 белый крест · h4 белый крест · a3 белый круг · c3 белый круг · g3 чёрный крест · d2 белый крест · h2 чёрный крест · g1 N l | 2 |
| 1 | b8 чёрный слон · a7 чёрный крест · c7 чёрный крест · g7 чёрная пешка · d6 чёрный крест · f6 чёрный круг · h6 чёрный круг · a5 белый круг · c5 белый круг · e5 чёрный крест · b4 белый король · f4 белый крест · h4 белый крест · a3 белый круг · c3 белый круг · g3 чёрный крест · d2 белый крест · h2 чёрный крест · g1 N l | b8 чёрный слон · a7 чёрный крест · c7 чёрный крест · g7 чёрная пешка · d6 чёрный крест · f6 чёрный круг · h6 чёрный круг · a5 белый круг · c5 белый круг · e5 чёрный крест · b4 белый король · f4 белый крест · h4 белый крест · a3 белый круг · c3 белый круг · g3 чёрный крест · d2 белый крест · h2 чёрный крест · g1 N l | b8 чёрный слон · a7 чёрный крест · c7 чёрный крест · g7 чёрная пешка · d6 чёрный крест · f6 чёрный круг · h6 чёрный круг · a5 белый круг · c5 белый круг · e5 чёрный крест · b4 белый король · f4 белый крест · h4 белый крест · a3 белый круг · c3 белый круг · g3 чёрный крест · d2 белый крест · h2 чёрный крест · g1 N l | b8 чёрный слон · a7 чёрный крест · c7 чёрный крест · g7 чёрная пешка · d6 чёрный крест · f6 чёрный круг · h6 чёрный круг · a5 белый круг · c5 белый круг · e5 чёрный крест · b4 белый король · f4 белый крест · h4 белый крест · a3 белый круг · c3 белый круг · g3 чёрный крест · d2 белый крест · h2 чёрный крест · g1 N l | b8 чёрный слон · a7 чёрный крест · c7 чёрный крест · g7 чёрная пешка · d6 чёрный крест · f6 чёрный круг · h6 чёрный круг · a5 белый круг · c5 белый круг · e5 чёрный крест · b4 белый король · f4 белый крест · h4 белый крест · a3 белый круг · c3 белый круг · g3 чёрный крест · d2 белый крест · h2 чёрный крест · g1 N l | b8 чёрный слон · a7 чёрный крест · c7 чёрный крест · g7 чёрная пешка · d6 чёрный крест · f6 чёрный круг · h6 чёрный круг · a5 белый круг · c5 белый круг · e5 чёрный крест · b4 белый король · f4 белый крест · h4 белый крест · a3 белый круг · c3 белый круг · g3 чёрный крест · d2 белый крест · h2 чёрный крест · g1 N l | b8 чёрный слон · a7 чёрный крест · c7 чёрный крест · g7 чёрная пешка · d6 чёрный крест · f6 чёрный круг · h6 чёрный круг · a5 белый круг · c5 белый круг · e5 чёрный крест · b4 белый король · f4 белый крест · h4 белый крест · a3 белый круг · c3 белый круг · g3 чёрный крест · d2 белый крест · h2 чёрный крест · g1 N l | b8 чёрный слон · a7 чёрный крест · c7 чёрный крест · g7 чёрная пешка · d6 чёрный крест · f6 чёрный круг · h6 чёрный круг · a5 белый круг · c5 белый круг · e5 чёрный крест · b4 белый король · f4 белый крест · h4 белый крест · a3 белый круг · c3 белый круг · g3 чёрный крест · d2 белый крест · h2 чёрный крест · g1 N l | 1 |
|   | a | b | c | d | e | f | g | h |   |

В этой игре фигуры ходят только по чёрным полям доски. Пешки ходят и бьют как шашки в одноимённой игре (перемещаясь на одно поле по диагонали и бьют, прыгая через одно поле). Если пешка может бить, она должна бить (можно бить и фигурой, по выбору игрока). Так же как в шашках, пешка должна побить максимальное количество фигур противника. Достигнув последней горизонтали, пешка может превратиться в короля, слона или верблюда. Король ходит вперёд и назад по диагонали на одно поле. Если игрок может побить фигуру противника королём, бить обязательно. Слон ходит и бьёт как слон в обычных шахматах. Верблюд ходит наподобие коня в шахматах, но на одно поле дальше на бо́льшем плече, и также может перепрыгивать через другие фигуры. Если игрок может бить только верблюдом или слоном, то бить необязательно. Если есть выбор между шахматным и шашечным взятием, то выбор произволен, но что-то брать надо.
Игрок, который побил всех королей противника, выигрывает партию. Игрок, которому некуда ходить (пат), проигрывает партию.